# Slimane Ould Mohand
Pour les articles homonymes, voir Mohand.
Slimane Ould Mohand, né en 1966 à Birkhadem (Alger), est un peintre et graveur algérien qui expose sous le nom de Slimane.

## Biographie
Slimane est né dans une famille kabyle. Ayant fréquenté l'École supérieure des beaux-arts d'Alger de 1983 à 1987, Slimane réalise plusieurs expositions personnelles à Alger (École des Beaux-Arts, Galerie El Mougar, Université de Bab-Zouar) et à Tizi Ouzou (Maison de la Culture), participant à la création de fresques collectives. Installé depuis 1990 en France, il expose régulièrement à Paris et en province.

## Analyse
« ... Slimane Ould Mohand, qui choisit de rappeler tantôt un Chagall berbère et tantôt un Klee kabyle, et dont l'invention est toujours singulière et délicate... »

— Jean Daniel, Oublier l'Algérie ?, dans "Le Nouvel Observateur", n° 1580, Paris, 16 février 1995 (p. 39).

« Sablant, mastiquant, regriffant ses papiers au sein d'un matiérisme aussi raffiné que magistral, qui s'accompagne parfois de reliefs délicats, il ne renie jamais ses racines. Toutes ses œuvres sont des sortilèges d'Orient, des contes des mille et un jours. »

— Marc Hérissé, Slimane Ould Mohand, dans ”La Gazette de l'Hôtel Drouot”, 2 février 1996.

« Ses toiles sont des miroirs où souvenirs et imaginaire se mêlent sur un fond cloisonné, un découpage coloré de l'espace (...). Il s'adonne à un récit fourmillant où s'amoncellent des détails explicites renvoyant à des vides qui sont absences. Sa matière a des rugosités qui rappellent les façades du bled (...). De l'épaisseur maculée de griffures, de signes surgissent des personnages, des poteries, des oiseaux parfois à peine silhouettés. »

— Lydia Harambourg, Slimane Ould Mohand, dans “La Gazette de l'Hôtel Drouot”, Paris, 12 février 1999.

« ... rien de moins anecdotique que les images de Slimane. Si réelles soient les femmes qui traversent sa toile, si évocatrices d'un monde de pudeurs passionnées, de tragédies coutumières, ce qui est figuré là est un système de signes, de suggestions colorées (...) Peintre et Kabyle, Slimane n'est pas un 'peintre kabyle'. C'est un artiste qui témoigne pour son peuple, comme pour beaucoup d'autres (...). »

— Jean Lacouture dans Slimane, Musées de Niort, 2001 (p. 8).

« Dans le miroir de la plaque de cuivre, c'est parfois le visage de l'angoisse qui se reflète. Slimane l'entame, d'abord à coups de burin, ensuite à l'acide. Et quand il recouvre la plaque d'une feuille de vélin d'Arches immaculée, et qu'il l'écrase du rouleau de sa presse, ce n'est pas un requiem qu'il en extrait, mais un hymne à la vie. »

— Hamid Tibouchi dans Slimane, Musées de Niort, 2001 (p. 10).

« Parmi tout un ensemble de plus jeunes peintres, qui intègrent l'évocation de la graphie berbère, s'imposent les féeries colorées, aiguës et tendres de Slimane Ould-Mohand (1966) qui, dans l'espace granuleux, maçonné, de ses peintures, mêle visages féminins, cruches et théières, ânes, chats et oiseaux, réduits aux plus minces idéogrammes. »

— Michel-Georges Bernard, Lumières et signes, La peinture en Algérie, dans "Algérie, Littérature et Arts, Mohammed Dib", "Europe", n° hors série, Paris, 2003 (pp. 156 et 157).

## Principales expositions personnelles
- Slimane Ould Mohand, Galerie Helena Fanartzis, Paris, février 1990.
- Slimane Ould Mohand, Galerie Eva Jekel, Londres, 1992.
- Slimane Ould Mohand, Galerie Grand Feu, Niort, 1992.
- Slimane Ould Mohand, Galerie Berthet-Aittouarès, Paris, janvier 1996.
- Slimane Ould Mohand, Galerie Berthet-Aittouarès, Paris, janvier 1997.
- Slimane Ould Mohand, Galerie Le Faisan, Strasbourg.
- Slimane Ould Mohand, Galerie Le soleil sur la place, Lyon, 1998.
- Slimane Ould Mohand, Galerie Berthet-Aittouarès, Paris, janvier 1999.
- Slimane Ould Mohand, Centre Culturel, Villeurbanne, 1999.
- Slimane Ould Mohand, Galerie Le soleil sur la place, Lyon, avril 2000.
- Slimane Ould Mohand, rétrospective (peintures, gravures et travaux sur papier), Musées de Niort, 2001.
- Slimane, Galerie Berthet-Aittouarès, Paris, mai 2003.
- Slimane, Théâtre international de la langue française, Parc de la Villette, Paris, 2003.
- Slimane, Le Relais, Pantin, 2003.
- Slimane, La Coursive, scène nationale, et Espace d'art contemporain, La Rochelle, avril 2003.
- Slimane, La corderie royale, Rochefort (Charente-Maritime), 2003.
- Slimane, Maison des Princes, Pérouges (Ain), 2004.
- Slimane, Galerie Pudelko, Bonn (Allemagne), 2004.
- Slimane, Galerie Berthet-Aittouarès, Paris, 2005.
- Slimane, Galerie Le soleil sur la place, Lyon, 2005.
- Slimane, Galerie Odile Oms, Céret, 2006.
- Slimane, Galerie Berthet-Aittouares, décembre 2006-janvier 2007.

## Illustrations
Le printemps des femmes, préface de Jean Daniel, texte de Fellag, poèmes de Amata, Violette Benoit et Ben Mohamed, Éditions Claude Benoist, Ménigoute, 2006.
Slimane a également illustré les couvertures de livres de Rachid Mimouni, Chemini Shamy (du groupe Les Abranis), Tahar Ben Jelloun, Fellag, Hamid Tibouchi.
On trouve aussi des reproductions de ses toiles Tête de pistache et Le sage  dans le livret du CD Dans la rue du chanteur Gavroche qui est lui-même d'origine kabyle.